# Knotwilgslak
De knotwilgslak (Clausilia dubia) is een slakkensoort uit de familie van de Clausiliidae. De wetenschappelijke naam van de soort werd voor het eerst geldig gepubliceerd in 1805 door Draparnaud.

## Ondersoorten
- Clausilia dubia alpicola Clessin, 1878
- Clausilia dubia bucculenta Klemm, 1960
- Clausilia dubia carpathica Brancsik, 1888
- Clausilia dubia dubia Draparnaud, 1805
- Clausilia dubia dydima F. J. Schmidt, 1847
- Clausilia dubia floningiana Westerlund, 1890
- Clausilia dubia geretica Bourguignat, 1877
- Clausilia dubia gracilior Clessin, 1887
- Clausilia dubia gratiosa Sajó, 1968
- Clausilia dubia grimmeri L. Pfeiffer, 1848
- Clausilia dubia huettneri Klemm, 1960
- Clausilia dubia ingenua Hudec & Brabenec, 1963
- Clausilia dubia kaeufeli Klemm, 1960
- Clausilia dubia otvinensis H. von Gallenstein, 1895
- Clausilia dubia runensis Tschapeck, 1883
- Clausilia dubia schlechtii A. Schmidt, 1856
- Clausilia dubia speciosa A. Schmidt, 1856
- Clausilia dubia suttoni Westerlund, 1881
- Clausilia dubia tettelbachiana Rossmässler, 1838
- Clausilia dubia vindobonensis A. Schmidt, 1856